# Щукино (Пустошкинський район)
Щукино (рос. Щукино) — присілок в Пустошкинському районі Псковської області Російської Федерації.
Населення становить 221 особу. Входить до складу муніципального утворення Щукинська волость.

## Історія
Від 2015 року входить до складу муніципального утворення Щукинська волость.

## Населення
| 2002 | 2010 |
| ---- | ---- |
| 233  | ↘221 |